# Grainet
Grainet – miejscowość i gmina w Niemczech, w kraju związkowym Bawaria, w rejencji Dolna Bawaria, w regionie Donau-Wald, w powiecie Freyung-Grafenau. Leży w Lesie Bawarskim, około 8 km na wschód od miasta Freyung.

## Dzielnice
W skład gminy wchodzą następujące dzielnice: Böhmzwiesel, Fürholz, Grainet, Rehberg, Vorderfreundorf.

## Demografia
| Rok  | Liczba mieszk. |
| ---- | -------------- |
| 1970 | 1 862          |
| 1987 | 2 112          |
| 2000 | 2 441          |
| 2005 | 2 429          |
| 2008 | 2 409          |

### Struktura wiekowa
Dane o ludności z 31 grudnia 2008:
| Opis                                | Ogółem | Ogółem | Kobiety | Kobiety | Mężczyźni | Mężczyźni |
| ----------------------------------- | ------ | ------ | ------- | ------- | --------- | --------- |
| Jednostka                           | osób   | %      | osób    | %       | osób      | %         |
| Populacja                           | 2409   | 100    | 1220    | 50,64   | 1189      | 49,36     |
| Wiek przedprodukcyjny (0–17 lat)    | 480    | 19,93  | 248     | 10,29   | 232       | 9,63      |
| Wiek produkcyjny (18–65 lat)        | 1563   | 64,88  | 758     | 31,47   | 805       | 33,42     |
| Wiek poprodukcyjny (powyżej 65 lat) | 366    | 15,19  | 214     | 8,88    | 152       | 6,31      |

## Polityka
Wójtem jest Kaspar Vogl z SPD, rada gminy składa się z 14 osób.
|      | CSU | SPD | UWGV | BP | Razem |
| 2008 | 6   | 5   | 3    | -  | 14    |
| 2002 | 5   | 4   | 4    | 1  | 14    |

## Oświata
W gminie znajduje się 75 miejsc przedszkolnych oraz szkoła podstawowa.